# Richard Amstad
Richard Amstad (...) è un ex schermidore svizzero, vincitore di una medaglia di bronzo ai campionati mondiali di scherma.